# Universitat d'Oklahoma

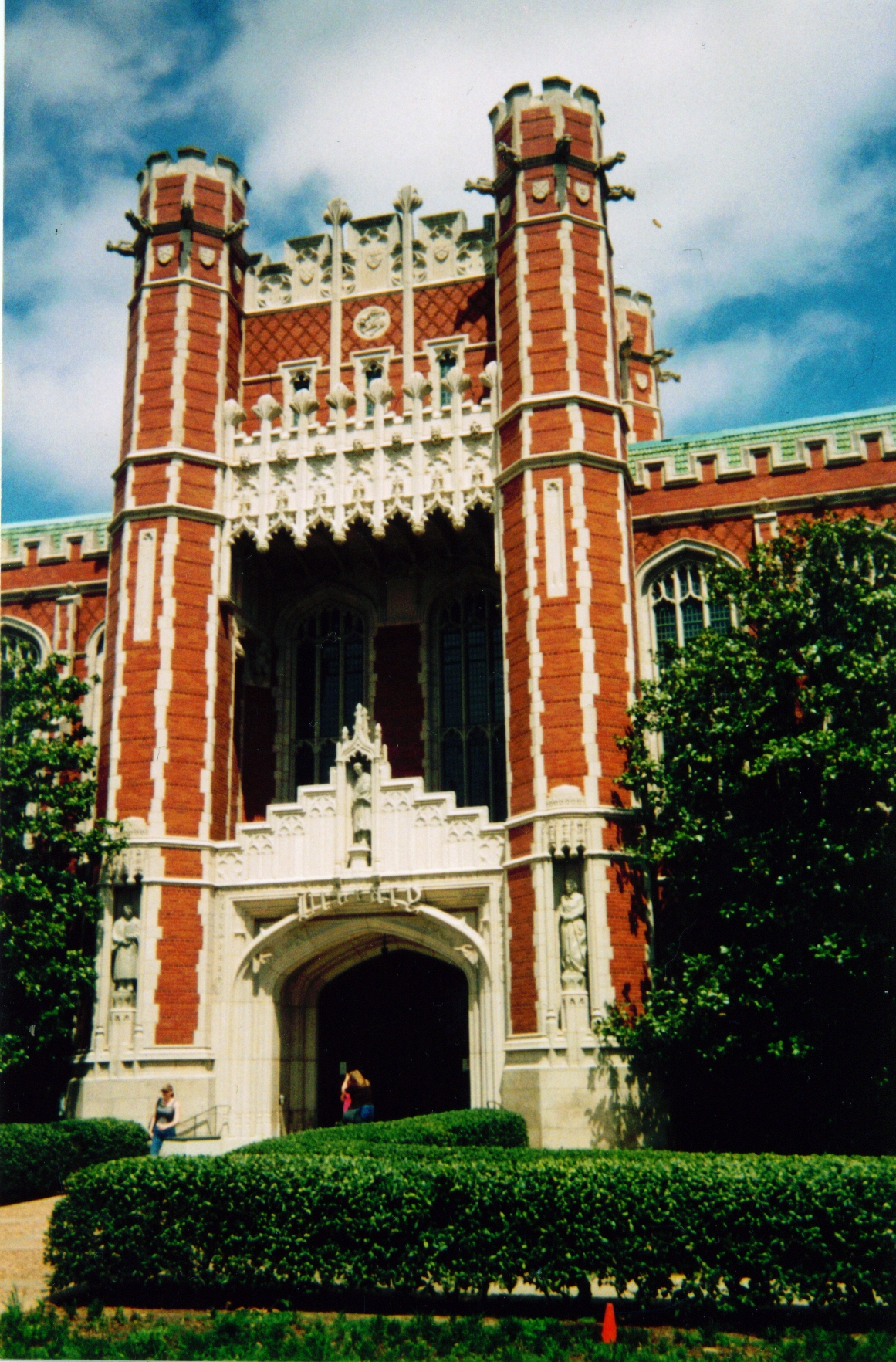
La biblioteca Bizzell

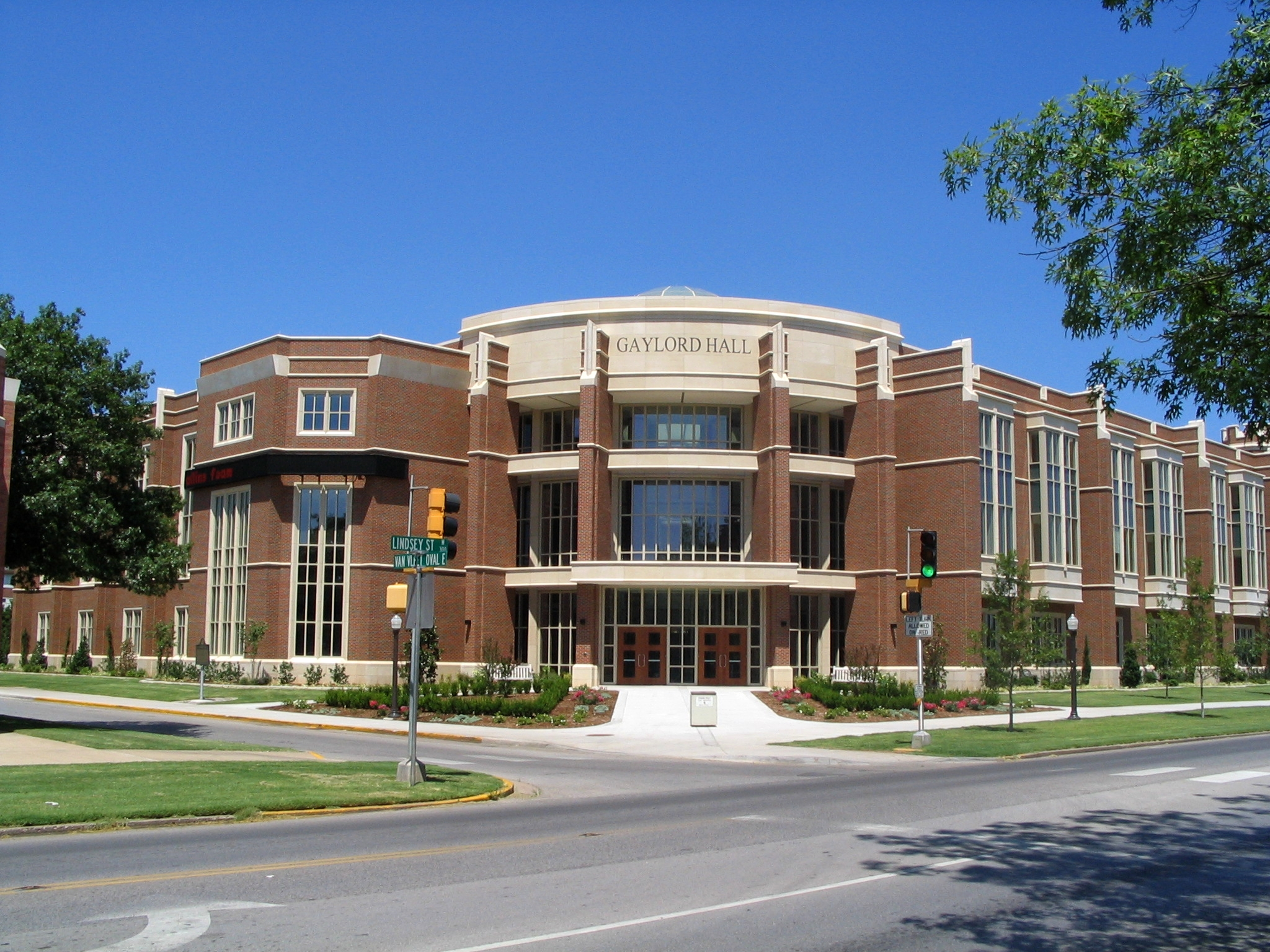
Gaylord Hall – Facultat de periodisme i comunicació de masses.

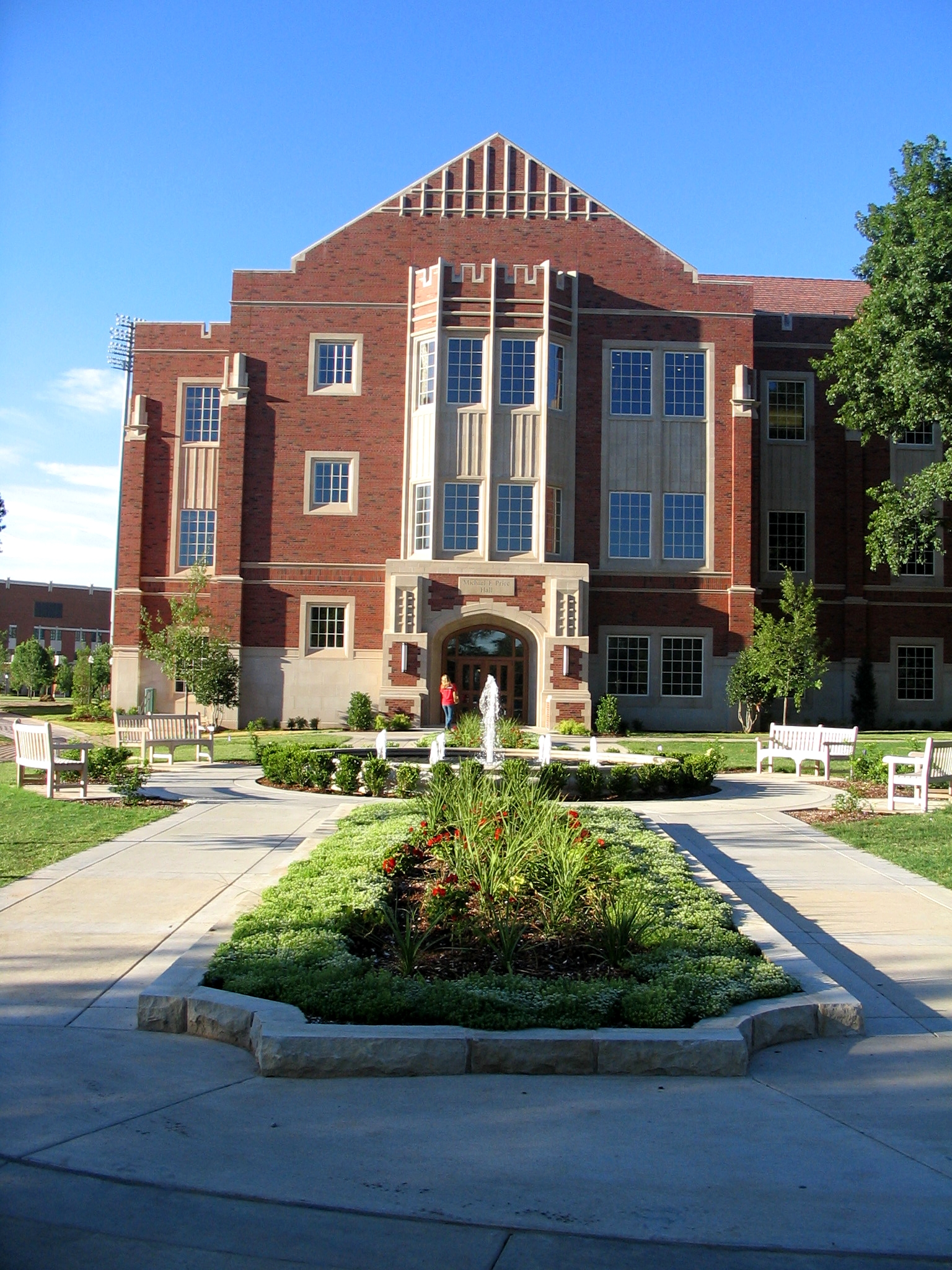
Price Hall – Factultat de Ciències Econòmiques.

La Universitat d'Oklahoma, en anglès: University of Oklahoma (també coneguda com a OU) és una universitat pública situada a Norman a la part central de l'estat d'Oklahoma, als Estats Units. Amb 30.447 estudiants inscrits és el centre d'estudis superiors de l'estat d'Oklahoma. Junt al campus principal a Norman, també disposa d'un hospital clínic i la facultat de medicina a Oklahoma City, així com una representació a Tulsa amb uns 3.500 estudiants. Aquest universitat destaca per la seva recerca en arquitectura, geologia, història de les ciències,meteorologia, estudi dels natius americans, enginyeria de petroli, Dret i dansa.

## Història
Va ser fundad el 1890 amb el nom de Norman Territorial University, i el 1907 va adquirir el seu nom actual.

## Esport
l'equip esportiu de la OU són els Oklahoma Sooners. Aquesta universitat pertany a la Big 12 Conference. l'esport principal és el futbol americà. Els partits locals es juguen al Gaylord Family Oklahoma Memorial Stadium.

## Estudiants famosos
- Gregory Benford – Escriptor i físic
- Bobby Boyd – Jugador de futbol americà
- C. J. Cherryh – Escriptora
- James Garner – Actor
- Fred Haise – Astronauta
- Todd Hamilton – Jugador de golf
- Ed Harris – Actor, director i productor
- Brad Henry – Governador d'Oklahoma
- Shannon Lucid – Astronauta
- Ralph Neely – Jugador de futbol americà
- Mary Kim Titla – Reportera de televisió, periodista, candidata ameríndia al Congrés
- Helen Robson Walton – Vidua de Sam Walton, fundador de la cadena de supermercats Walmart